# Істрін Василь Михайлович
Василь Михайлович Істрін — історик літератури, фахівець давньослов'янських пам'яток 1865–1937

## Життєпис
Народився 29 січня 1865 в с. Пехра-Покровське Московської губернії в родині священика.
Початкову освіту здобув у Московському духовному училищі. По закінченню перших трьох класів Московської духовної семінарії 1887 вступив на історико-філологічний факультет Московського унівнрситету, який закінчив 1890. 1891–1897 працював приват-доцентом і доцентом Московського університету, де читав курси лекцій з історії російської літератури та мови. 1893 за дослідження «Александрия русских хронографов» отримав ступінь магістра. Ця праця по вивченню однієї з стародавніх письмових пам'яток поклала початок низці досліджень вченого в цій області, яка стала центральною у всій його подальшій науковій діяльності.
1894 був у науковому відрядженні в країнах Європи, де у бібліотеках Белграда, Софії, Філіппополя, Праги, Афонських монастирях досліджував старослов'янську літературу. Після повернення з відрядження 1897 вченому присуджено ступінь доктора наук за дисертацію «Откровение Мефодия Патарского и апокрифические видения Даниила в византийской и славяно-русской литературах». У 1890-і опублікував декілька досліджень пам'яток давньоруської писемності: «Сказание об Индейском царстве», «Замечания о составе Толковой Палеи», «Хронограф Ипатского списка летописи под 1114 годом», «Новый сборник ветхозаветных апокрифов», «Греческие списки завещания Соломона», «Хронографы в русской литературе», «Новые издания греческих апокрифов», «К вопросу о славяно-русских редакциях Первоевангелия Иакова» та ін.
1897 вченого переведено до Імператорського Новоросійського університету (нині — Одеський національний університет імені І. І. Мечникова), де до 1907 він працював на посадах екстраординарного і ординарного професора кафедри нової російської літератури (вів загальні курси з історії давньої й нової російської літератури, історії російської мови). 1904 його обрано головою Історико-філологічного товариства і його візантійсько-слов'янського відділення при Імператорського Новоросійського університету (нині — Одеський національний університет імені І. І. Мечникова).
Працюючи в Одесі, вчений зумів організувати школу дослідників давньоруської писемності (О. Ристенко, С. Вілінський). 1902 його обирають членом-кореспондентом АН. Він виступав з публічними лекціями в університетах, брав участь у засіданнях Слов'янської комісії Московського археологічного товариства. Одеський період його життя закінчився обранням вченого 1907 ординарним академіком по Відділенню російської мови і словесності АН на якій він залишався до 1930. З цього часу він постійно проживав у Санкт-Петербурзі — Петрограді — Ленінграді.
Помер 19 квітня 1937 у Ленінграді.

## Науковий доробок
Йому належать праці по вивченню життя і діяльності О. Пушкіна, М. Гоголя, І. Тургенєва, В. Жуковського і літературних товариств першої половини ХІХ століття. Особливо захопила вченого постать Андрія Кайсарова, який викладав у Дерптському університеті в 1810-і. Він написав першу біографію (за матеріалами архіву братів Тургенєвих) цього забутого самобутнього літератора і вченого, малюючи «образ інтелігентної російської людини епохи кінця XVIII і початку XIX ст.». Опублікував низку статей: «„Суд“ в летописных сказаниях о походах русских князей на Царьград» (1916), «Летописные повествования о походах русских князей на Царьград» (1916), «Хроника Геогрия Амартола в славяно-русском переводах и связанные с нею памятники» (1917). В післяреволюційний період випустив меморіальні статті пам'яті О. Шахматова (1920), І. Пальмова (1920), І. Ягича (1923) продовжував займатися виданням і дослідженням рукописів.

## Праці
- История сербской Александрии[ru] в русской литературе. — Одесса, 1909;
- День рождения Гоголя // ИОРЯС 1908 г. — СПб., 1909. — Т. XIII, кн. 4;
- Путешествие А. И. Тургенева и А. С. Кайсарова по славянским землям в 1804 г. — Пг., 1915;
- А. С. Кайсаров, профессор русской словесности, один из младшего Тургеневского кружка // ЖМНП. — 1916. — № 7;
- Очерк истории древнерусской литературы домосковского периода. — Пг., 1922.